# Metabolisme microbià
El metabolisme microbià és el conjunt de processos pels quals un microorganisme obté l'energia i els nutrients (per exemple, carboni) que necessita per a viure i reproduir-se. Els microorganismes utilitzen nombrosos tipus d'estratègies metabòliques diferents, sovint es poden distingir espècies basant-se en aquestes estratègies. Les característiques metabòliques específiques d'un microorganisme constitueixen el criteri principal per a determinar-ne el paper ecològic, la responsibilitat en els cicles biogeoquímics i la utilitat en els processos industrials.

## Tipus de metabolisme microbià
Els diferents tipus de metabolisme microbià es poden classificar segons tres criteris diferents:
1.- La forma en què l'organisme obté el carboni per la construcció de la massa cel·lular:
- Autòtrof. El carboni s'obté del diòxid de carboni (CO₂).
- Heteròtrof. El carboni s'obté de compostos orgànics.
- Mixòtrof. El carboni s'obté tant de compostos orgànics com de la fixació del diòxid de carboni.

2. La forma en què l'organisme obté els equivalents reductors per la conservació de l'energia o en les reaccions biosintètiques:
- Litòtrof. Els equivalents reductors s'obtenen de compostos inorgànics.
- Organòtrof. Els equivalents reductors s'obtenen de compostos orgànics.

3. La manera en què l'organisme obté l'energia per a viure i créixer:
- Quimiòtrof. L'energia s'obté de compostos químics externs.
- Fotòtrof. L'energia s'obté de la llum.

En la pràctica, aquests termes es combinen gairebé lliurement. Els exemples típics són els següents:
- Els quimiolitoautòtrofs obtenen energia de l'oxidació de compostos inorgànics i el carboni de la fixació del diòxid de carboni. Exemples: bacteris nitrificants, bacteris oxidants de sofre, bacteris oxidants de ferro, bacteris oxidants d'hidrogen.

- Els fotolitoautòtrofs obtenen energia de la llum i el carboni de la fixació del diòxid de carboni, utilitzant compostos inorgànics com a equivalents reductors. Exemples: cianobacteris (aigua com a equivalent reductor), clorobiàcies, cromaticàcies (sulfur d'hidrogen) Chloroflexus (hidrogen).

- Els quimiolitoheteròtrofs obtenen energia de l'oxidació de compostos inorgànics, però no poden fixar el diòxid de carboni. Exemples: algunes espècies de Nitrobacter, Wolinella (hidrogen com a equivalent reductor), algunes espècies de bacteris oxidants d'hidrogen.

- Els quimioorganoheteròtrofs obtenen energia, carboni i equivalents reductors per les reaccions biosintètiques dels compostos orgànics. Exemples: la majoria de bacteris, com ara Escherichia coli, Bacillus spp., els actinobacteris.

- Els fotoorganoheteròtrofs obtenen energia de la llum i el carboni i els equivalents reductors per les reaccions biosintètiques de compostos orgànics. Algunes espècies són estrictament heteròtrofes, però moltes altres també poden fixar el diòxid de carboni i són mixòtrofes. Exemples: Rhodobacter, Rhodopseudomonas, Rhodospirillum, Rhodomicrobium, Rhodocyclus, Heliobacterium, Chloroflexus (alterna amb la fotolitoautotròfia amb hidrogen).